# Anna lengyel királynő
Jagelló Anna (ismert még mint Lengyelországi Anna, lengyelül: Anna Jagiellonka, litvánul: Ona Jogailaitė; Krakkó, Lengyel Királyság, 1523. október 18. – Varsó, Lengyel–Litván Unió, 1596. szeptember 9.) a Jagelló-házból származó lengyel királyi hercegnő, I. Zsigmond lengyel király és Sforza Bona királyné leánya, aki 1575 és 1586 között Lengyelország királynője és Litvánia nagyfejedelemnője férje, Báthory István mellett. Hitvese révén Erdély fejedelemasszonya. Halála a Jagelló-ház leányági kihalását is jelentette.

## Élete

### Származása, testvérei

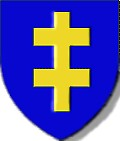
A Jagellók címere

1523. október 18-án Krakkóban született Jagelló Zsigmond lengyel király és Sforza Bona milánói hercegnő negyedik gyermekeként. Öten voltak testvérek, közülük Izabella (1519–1559) Szapolyai János magyar királyhoz, Zsófia (1522–1575) II. Henrik braunschweig-wolfenbütteli herceghez, Katalin (1526–1583) pedig III. (Wasa) János svéd királyhoz ment feleségül. Bátyja, Zsigmond Ágost 1548-ban, apja halála után a lengyel trónra jutott. Nővéreivel ellentétben Anna nem ment férjhez.

### Lengyelország királynéja
Hajadon volt, amikor 1572. július 7-én bátyja, II. Zsigmond Ágost lengyel király meghalt, s vele – gyermektelensége folytán – kihalt a Jagelló-ház férfiága. Anna ekkor jutott nagyobb politikai szerephez, mivel a lengyel rendek megállapodtak abban, hogy új királyuknak a koronázás feltételeként feleségül kell vennie az ekkor már 49 éves hercegnőt.
1573-ban a rendek Valois Henrik herceget, IX. Károly francia király öccsét választották királlyá. Az új király azonban bátyja halála után titokban elhagyta Lengyelországot, hogy elfoglalja a francia trónt. Újból megindult a küzdelem az üresen maradt lengyel koronáért. A legesélyesebb jelölt Habsburg Miksa császár és király volt, de jelentkezett az orosz Rettegett Iván is, míg a törökök Báthory István erdélyi fejedelmet ajánlották a lengyelek figyelmébe. Az orosz cár területi engedményekért cserébe visszalépett Miksa javára, akit a XIII. Gergely pápa is támogatott. Az 1569-es lublini unióval szorosan összekapcsolt lengyelek és litvánok attól tarthattak, hogy a németek és az oroszok felosztják országukat, miközben török támadással kell számolniuk. Hiába választotta meg a főurakból és főpapokból álló szenátus Miksát, a köznemesség 1575. december 12-én Báthory mellett foglalt állást. Végül a gyorsaság döntött: a késlekedő Miksával szemben az erdélyi ügyeket elrendező fejedelem elfogadta a lengyel rendek feltételeit, és feleségül vette a nála 10 évvel idősebb Anna hercegnőt.
A házasságkötés 1576. május 1-jén Krakkóban zajlott le, noha a rendek később megengedték a házasfeleknek, hogy külön éljenek. Még ugyanezen a napon a koronázásra is sor került. Anna névlegesen egyenrangú társuralkodóként szerepelt férje mellett, a tényleges, közvetlen hatalom azonban Báthory kezében összpontosult.

### Özvegységben (1586–1596)
Báthory István 1586. december 12-én meghalt, s mivel nem született utóda, a trónt az ekkor 63 éves Anna örökölte. Az özvegy királyné azonban unokaöccsének, nővére, Jagelló Katalin svéd királyné fiának, a 21 éves Vasa Zsigmond svéd hercegnek igyekezett biztosítani a trónt, és Jan Zamoyski kancellár segítségével sikerült elérnie, hogy az ifjút 1587 augusztusában a lengyel rendek III. Zsigmond néven királyukká válasszák.
Anna tíz évvel élte túl férjét, Varsóban halt meg 1596. szeptember 9-én, 73 éves korában. Holttestét a krakkói Wawel katedrális altemplomában helyezték végső nyugalomra.

## Fordítás
- Ez a szócikk részben vagy egészben  az   Anna Jagiellonica című német Wikipédia-szócikk fordításán alapul.  Az eredeti cikk szerkesztőit annak laptörténete sorolja fel. Ez a jelzés csupán a megfogalmazás eredetét és a szerzői jogokat jelzi, nem szolgál a cikkben szereplő információk forrásmegjelöléseként.